# 브리짓 존스의 일기: 열정과 애정
《브리짓 존스의 일기: 열정과 애정》(영어: Bridget Jones: The Edge of Reason)은 2004년에 개봉한 영화이자 브리짓 존스 시리즈의 2번째 영화이다.

## 줄거리
드디어 애인이 생긴 '브리짓 존스(르네 젤위거)'가 이제 연애를 시작한다. 그녀의 남자친구는 완벽한 남자 '마크(콜린 퍼스)'. 그의 품에 안겨 달콤한 사랑에 푹 빠져있는 브리짓은 여전히 술과 담배를 사랑하고, 날씬함과는 거리가 먼 아줌마 몸매로 끝나지 않는 살과의 전쟁을 계속한다.
그녀의 눈 앞에 거부할 수 없이 매력적인 섹시 가이 '다니엘(휴 그랜트)'가 다시 나타나고 '완전 모범 남친' 마크와 '초절정 바람둥이' 다니엘 사이에서 고민하는 브리짓

## 출연

### 주연
- 르네 젤위거
- 휴 그랜트
- 콜린 퍼스

### 조연
- 젬마 존스
- 짐 브로드벤트
- 제임스 폴크너
- 셀리아 아임리
- 도미닉 맥헤일
- 도널드 더글러스
- 셜리 딕슨
- 닐 피어슨
- 로잘린드 핼스테드
- 루이스 소토
- 톰 브룩
- 엘바 프레밍 퍼랜
- 재신다 바렛
- 샐리 필립스
- 제임스 컬리스
- 셜리 헨더슨

## 기타
- Line PD: 버나드 벨류
- 미술: 젬마 잭슨
- 의상: 제니 테미
- 배역: 미쉘 기쉬